# Tirs du pont Danziger
Les tirs du pont Danziger (en anglais : The Danziger Bridge shootings) sont une série de coups de feu tirés au fusil d'assaut par des policiers, qui eurent lieu le 4 septembre 2005 sur le pont Danziger, à La Nouvelle-Orléans, en Louisiane, aux Sud des États-Unis d'Amérique. Six jours après que l'ouragan Katrina a provoqué une importante inondation à la Nouvelle-Orléans, le service de police de la ville a tué deux civils, James Brissette, âgé de 17 ans, et Ronald Madison, âgé de 40 ans, à l'aide de fusils d'assaut.
La police de La Nouvelle-Orléans a alors tenté de masquer la réalité de ces crimes en affirmant faussement que sept policiers avaient répondu à un message de la police signalant qu'un policier avait été abattu, ajoutant que quatre suspects au moins leur avaient tiré dessus lors de leur arrivée. Le révérend Raymond Brown, à la tête de la section locale de l'association de défense des droits civiques, National Action Network (en), décrit cet événement comme une « tragédie raciste » « ...a racial tragedy ».
Le 5 août 2011, un jury fédéral de la Nouvelle-Orléans a condamné les cinq policiers pour une multitude de faits liés au faux témoignage, à la dissimulation d’événements et au non-respect de droits civiques. Un avocat du ministère de la justice décrit l'affaire comme « la bavure policière la plus significative depuis l'affaire du passage à tabac de Rodney King » (« the most significant police misconduct prosecution [in the U.S.] since the Rodney King beating case ». Les condamnations ont cependant été annulées le 17 septembre 2013 pour vice de procédure et un nouveau procès a été décidé. Le ministère de la justice a fait appel à la décision d'annulation des condamnations, mais une cour d'appel fédérale a considéré qu'un nouveau procès était justifié.
Lors du nouveau procès, les policiers plaident coupable et sont condamnés le 20 avril 2016 à des peines de sept à douze ans de prison.